# Franz Pfemfert

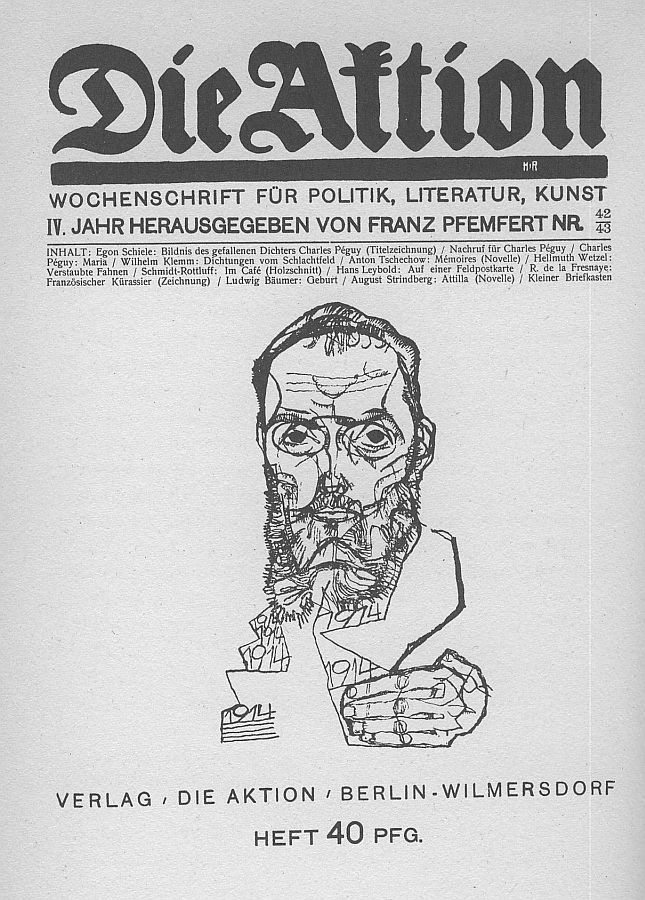
Número de Die Aktion de 1914 con el retrato de Charles Péguy por Egon Schiele.

Franz Pfemfert (Giżycko, 20 de noviembre de 1879 - Ciudad de México, 26 de mayo de 1954) fue un escritor, editor y político alemán. En 1911 fundó en Berlín la revista Die Aktion, órgano difusor junto a Der Sturm del expresionismo alemán, aunque con una línea más comprometida políticamente, vinculada a la izquierda alemana. 
Hostil a la Primera Guerra Mundial, en 1915 fundó una pequeña organización, el Antinationale Sozialistenpartei (Partido socialista antinacional). Cercano a Rosa Luxemburgo, se unió a la Liga Espartaquista. En 1933, con el advenimiento del nazismo, huyó de Alemania y se refugió primero en Checoslovaquia y, a partir de 1936, en Francia. En 1940, con la ocupación alemana de Francia, fue obligado a huir de nuevo, y se fue a México. Más tarde, trató de irse a Estados Unidos, pero, a pesar del apoyo de Albert Einstein, no se le permitió emigrar por parte del gobierno norteamericano. 